# Station Bologne
Station Bologne is een spoorwegstation in de Franse gemeente Bologne op de lijn Blesme-Haussignémont - Chaumont, waarvan hier een aftakking naar Pagny-sur-Meuse begon. Het wordt bediend door de treinen van de TER Champagne-Ardenne.